# Wiatowice
Wiatowice – wieś w Polsce położona w województwie małopolskim, w powiecie wielickim, w gminie Gdów.
| SIMC    | Nazwa     | Rodzaj    |
| ------- | --------- | --------- |
| 0318618 | Dębina    | część wsi |
| 0318624 | Drożyska  | część wsi |
| 0318630 | Kociarnia | część wsi |
| 0318647 | Podgórz   | część wsi |
| 0318653 | Podsojka  | część wsi |
| 0318660 | Zaolszyny | część wsi |

W latach 1975–1998 miejscowość administracyjnie należała do województwa krakowskiego.